# Mistrovství světa v atletice do 17 let 1999
1. mistrovství světa v atletice do 17 let se uskutečnilo ve dnech 16. – 18. července 1999 v polském městě Bydhošti.

## Výsledky

### Muži
| Soutěž                   | Zlato                                                 | Výsledek | Stříbro                                                                 | Výsledek | Bronz                                                          | Výsledek |
| 100 m                    | Mark Lewis-Francis                                    | 10,40    | Bryan Sears                                                             | 10,42    | Omar Brown                                                     | 10,43    |
| 200 m                    | Timothy Benjamin                                      | 20,72    | Omar Brown                                                              | 21,09    | Bryan Sears                                                    | 21,16    |
| 400 m                    | William Mandla Nkosi                                  | 46,94    | Dutel Glaudel Garzon                                                    | 47,00    | Mark van Soest                                                 | 47,19    |
| 800 m                    | Nicholas Wachira                                      | 1:50,70  | Berhanu Alemu                                                           | 1:50,79  | Mohammad M. Al Azemi                                           | 1:51,24  |
| 1500 m                   | Cornelius Chirchir                                    | 3:44,02  | Michael Too                                                             | 3:44,70  | Osman Yusif                                                    | 3:45,53  |
| 3000 m                   | Pius Muli                                             | 8:08,16  | Kenenisa Bekele                                                         | 8:09,89  | Anouar Assila                                                  | 8:13,54  |
| 2000 m překážek          | Cheruiyot Cherono                                     | 5:31,89  | Luleseged Wale                                                          | 5:32,61  | Philip Simbolei                                                | 5:41,77  |
| 110 m překážek (91,4 cm) | Ladji Doucouré                                        | 13,26    | Nassim Brahimi                                                          | 13,36    | Paul Whitty                                                    | 13,59    |
| 400 m překážek (84,0 cm) | Marthinus Kritzinger                                  | 49,86    | Sergio Castellanos Hierrezuelo                                          | 49,95    | Kumo Kiilu                                                     | 51,50    |
| Štafeta 4 × 100 m        | Winston Smith Michael Frater Davaon Spence Omar Brown | 40,03    | Yosuke Tahara Kazuya Kitamura Yoshitaka Kaneko Yusuke Omae              | 40,14    | Johannes Fischer Christoph Lehner Norman Grittke Andre Streese | 41,13    |
| Štafeta švédská          | Jonathan Lott Bryan Sears Travon Walton Ivory McCann  | 1:51,29  | William Mandla Nkosi Warren October Marthinus Kritzinger Mark van Soest | 1:52,49  | Toshio Imura Takeshi Yoneda Masakatsu Tanaka Tsutomu Takahashi | 1:54,10  |
| Chůze na 10 000 m        | Jewgienij Diemkow                                     | 42:26,07 | Aleksandr Strokow                                                       | 42:36,52 | Takayuki Tanii                                                 | 42:40,86 |
| Skok do výšky            | Jacques Freitag                                       | 2,16     | Cui Kai                                                                 | 2,13     | Andrej Czubsa                                                  | 2,13     |
| Skok o tyči              | Sébastien Homo                                        | 5,20     | Ołeksandr Korczmid                                                      | 5,10     | Rico Tepper                                                    | 5,00     |
| Skok daleký              | Shang Yapeng                                          | 7,80     | Yoelmis Pacheco Herrera                                                 | 7,62     | Nicolaas Grimbeeck                                             | 7,59     |
| Trojskok                 | Ibrahim Mahmedin                                      | 15,96    | Yoandri Betanzos                                                        | 15,83    | Wiktor Jastrebow                                               | 15,74    |
| Vrh koulí (5 kg)         | Robert Haggblom                                       | 19,76    | Dmitrij Gorczkow                                                        | 19,69    | Khalid Habash Al-Suwaidi                                       | 19,44    |
| Hod diskem (1,5 kg)      | Chang Ming Huang                                      | 64,14    | Zhang Huabing                                                           | 58,36    | Raine Munukka                                                  | 56,52    |
| Hod kladivem (5 kg)      | Krisztián Pars                                        | 74,76    | Ołeksandr Łucenko                                                       | 73,68    | Aleksiej Jelissiejew                                           | 73,68    |
| Hod oštěpem (700 g)      | Joachim Kiteau                                        | 79,65    | Saku Kuusisto                                                           | 78,73    | Aleksandr Iwanow                                               | 78,65    |

### Ženy
| Soutěž                  | Zlato                                                              | Výsledek | Stříbro                                                               | Výsledek | Bronz                                                              | Výsledek |
| 100 m                   | Veronica Campbellová                                               | 11,49    | Lisa Sharpe                                                           | 11,52    | Adriana Lamalle                                                    | 11,66    |
| 200 m                   | LaShauntea Moore                                                   | 23,38    | Melaine Walkerová                                                     | 23,72    | Ana García López                                                   | 23,97    |
| 400 m                   | Monique Henderson                                                  | 52,28    | Helen Okpanachi                                                       | 52,38    | Norma González                                                     | 52,39    |
| 800 m                   | Georgina Clarke                                                    | 2:05,90  | Tetiana Petluk                                                        | 2:06,97  | Mihaela Olaru                                                      | 2:08,20  |
| 1500 m                  | Zanelle Grobler                                                    | 4:23,06  | Sylvia Jebiwott Kibetová                                              | 4:24,43  | Elaine Du Plessis                                                  | 4:24,59  |
| 3000 m                  | Alice Timbilil                                                     | 9:01,99  | Meseret Defarová                                                      | 9:02,08  | Vivian Cheruiyotová                                                | 9:04,42  |
| 100 m překážek (76,2cm) | Adriana Lamalle                                                    | 13,08    | Maren Freisen                                                         | 13,42    | Anay Quesada Tejeda                                                | 13,45    |
| 400 m překážek          | Jana Pittmanová                                                    | 57,87    | Ya Wu Jie                                                             | 58,32    | Patricia Hall                                                      | 58,67    |
| Štafeta 4 × 100 m       | Nadine Palmer Melaine Walkerová Veronica Campbellová Lisa Sharpe   | 44,30    | Virginia Powell Ashley Mitchell Raasin McIntosh Stephanie Durst       | 45,40    | Dorota Wojtczak Dorota Dydo Małgorzata Flejszar Anita Hennig       | 45,49    |
| Štafeta švédská         | Stephanie Durst LaShauntea Moore Christy Fairley Monique Henderson | 2:07,71  | Małgorzata Flejszar Dorota Wojtczak Hanna Wardowska Magdalena Uzarska | 2:09,19  | Hanna Bordiugowa Wiktorija Loficka Maryna Majdanowa Tetiana Petluk | 2:11,13  |
| Chůze na 5 000 m        | Tatjana Kozłowa                                                    | 22:31,93 | Maryna Cichanawa                                                      | 22:37,54 | Jekatierina Diergunowa                                             | 22:54,59 |
| Skok do výšky           | Anna Čičerovová                                                    | 1,89     | Renata Medgyesová                                                     | 1,83     | Gaëlle Niare                                                       | 1,79     |
| Skok o tyči             | Jelena Isinbajevová                                                | 4,10     | Floé Kühnertová                                                       | 4,05     | Vanessa Boslaková                                                  | 4,00     |
| Skok daleký             | Zhou Yangxia                                                       | 6,29     | Jenniina Halkoaho                                                     | 6,24     | Alina Militaru                                                     | 6,22     |
| Trojskok                | Mabel Gayová                                                       | 13,82    | Anastasija Ilina                                                      | 13,59    | Yusmay Planas Bicet                                                | 13,58    |
| Vrh koulí               | Hong Mei                                                           | 15,57    | Natalja Choronieková                                                  | 15,57    | Chiara Rosa                                                        | 14,64    |
| Hod diskem              | Hong Mei                                                           | 52,18    | Julia Bremser                                                         | 51,83    | Deborah Lovely                                                     | 49,14    |
| Hod kladivem            | Kamila Skolimowska                                                 | 63,94    | Yunaika Crawfordová                                                   | 57,56    | Ivana Brkljačić                                                    | 55,69    |
| Hod oštěpem             | Olivia Norris                                                      | 52,03    | Xénia Frajka                                                          | 49,76    | Halina Kachawa                                                     | 49,62    |